# Producte sanitari implantable actiu
Un producte sanitari implantable actiu és “qualsevol producte sanitari actiu destinat a ser introduït totalment o parcialment, mitjançant intervenció quirúrgica o mèdica, en el cos humà, o mitjançant intervenció mèdica, en un orifici natural, i destinat a romandre després d'aquest procés” Exemples de producte sanitari actiu implantable més comuns són els marcapassos i els  implants coclears. Per poder comercialitzar a Europa un producte sanitari precisa ostentar la marca CE de conformitat. L'avaluació de conformitat la realitzen els organismes notificats que són en general entitats de certificació acreditades (per exemple: DNV, SGS, TÜV) o bé autoritats sanitàries (per exemple: AEMPS, Infarma)